# L'Amour et la Vérité
L’Amour et la Vérité est une comédie en trois actes et en prose de Marivaux représentée pour la première fois le dimanche 3 mars 1720 par les Comédiens italiens à l’hôtel de Bourgogne.

## Présentation
L'Amour et la Vérité est la première pièce écrite par Marivaux pour une scène de Paris et le fut en collaboration avec le chevalier de Saint-Jory. Son échec complet est le sujet d'une anecdote : Marivaux aurait déclaré à la sortie que la pièce l’avait ennuyé plus qu’un autre, « attendu qu’il en était l’auteur ». Le prologue seul de cette pièce fut publié dans le Mercure de France en mars 1720 sous le titre de Dialogue entre l’amour et la vérité. Le reste de la pièce est perdu.

## Personnages
- l’Amour.
- la Vérité.

## Argument
Jean Fleury le résume :

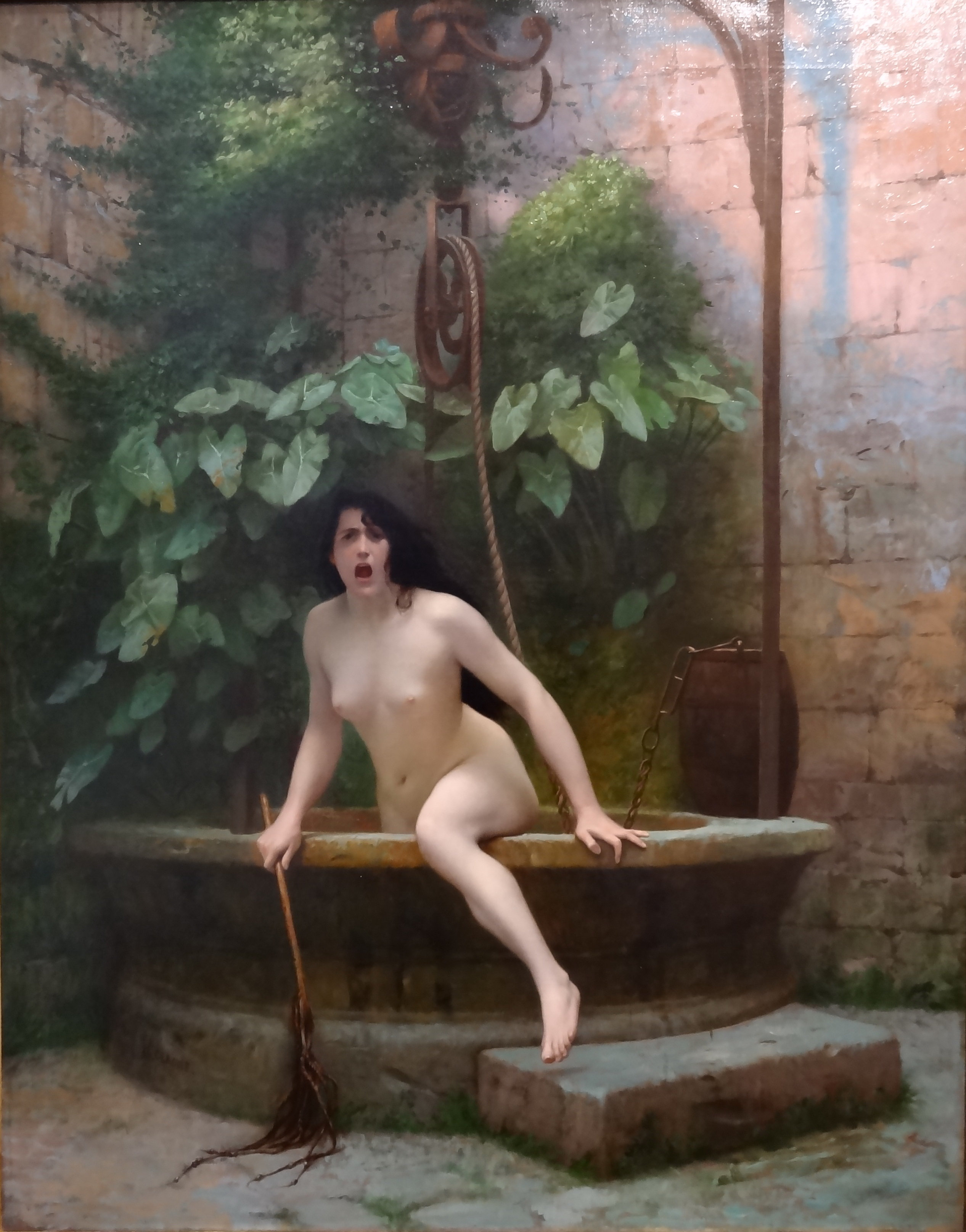
La Vérité sortant du puits

« L’Amour et la Vérité se rencontrent. L’Amour est tellement différent de ce qu’il était autrefois et la Vérité est tellement déguisée sous les ornements dont on la couvre depuis quelque temps qu’ils ne se reconnaissent pas d’abord. Ils finissent par s’expliquer, mais ils sont tellement indignés de la manière dont on les traite qu’il leur prend fantaisie de jouer des tours à ceux qui viendront se promener dans le voisinage. Il y a là tout près un puits et un arbre. La Vérité se met dans l’un, l’Amour grimpe sur l’autre : 
La Vérité. L'eau de ce puits va recevoir telle vertu que quiconque en boira sera forcé de dire tout haut ce qu'il pense et de découvrir son cœur en toute occasion.
L'Amour. Celui qui mangera des fruits de l'arbre tombera subitement amoureux du premier objet qu'il apercevra.
Le cadre est ingénieux [...] »
Le prologue de la pièce se termine sur un divertissement.

## Postérité
L'Amour et la Vérité a contribué à populariser la catachrèse « tomber amoureux ». Il s'agit de l'une des premières œuvres à utiliser l'expression alors qu'elle n'existait auparavant que dans un sens figuré. Johan Faerber et Sylvie Loignon soulignent que « le sens médian de la catachrèse, entre sens propre primitif et sens figuré, s'impose dans cette réplique où l'Amour indique à la Vérité qu'il va rentrer dans un arbre » : 

« Les fruits en sont beaux et bons, et me serviront à une petite malice qui sera tout à fait plaisante. Celui qui en mangera tombera subitement amoureux du premier objet qu'il apercevra. »